# Malpartida de Cáceres
Malpartida de Cáceres és un municipi de la província de Càceres a Extremadura (Espanya).

## Medi ambient
Cal destacar-ne el Monument Natural d'Els Barruecos: un espai protegit d'unes 319 hectàrees caracteritzat per la combinació de roques i aigua. Entre la fauna del lloc, destaca la cigonya blanca (Ciconia ciconia), la població de la qual, no sols en el Monument Natural sinó en la resta del terme municipal, constitueix una de les majors d'Europa.

## Cultura
El Museu Vostell Malpartida va ser fundat el 1976 per l'artista alemany Wolf Vostell. Està situat a 3 km del nucli urbà en l'entorn dels Barruecos.
Els edificis que l'alberguen van formar part d'un safareig de llanes dels segles XVIII i xix. Aquest museu conté una col·lecció d'art contemporani enquadrada dins del moviment Fluxus.
El Museu Narbón està dintre del nucli urbà i exposa en les seves dependències una col·lecció d'obres del pintor Juan José Narbón.
En un jaciment arqueològic del municipi, Eduardo Maria Jalón, marquès de Castrofuerte, va trobar un exvot del segle ii aC, actualment conservat a la Biblioteca Museu Víctor Balaguer de Vilanova i la Geltrú.